# 46 Largo
"46 Largo" (título original en inglés: "46 Long") es el segundo episodio de la serie de HBO Los Soprano. Fue escrito por David Chase, productor ejecutivo y creador de la serie, y dirigido por Dan Attias. El capítulo fue estrenado el 17 de enero de 1999 en Estados Unidos.

## Protagonistas
- James Gandolfini como Tony Soprano.
- Lorraine Bracco como Dr. Jennifer Melfi
- Edie Falco como Carmela Soprano.
- Michael Imperioli como Christopher Moltisanti.
- Dominic Chianese como Corrado Soprano, Jr.
- Vincent Pastore como Pussy Bonpensiero.
- Steven Van Zandt como Silvio Dante.
- Tony Sirico como Paulie Gualtieri.
- Robert Iler como Anthony Soprano, Jr.
- Jamie-Lynn Sigler como Meadow Soprano.
- y Nancy Marchand como Livia Soprano.

### Protagonistas invitados
- Michael Rispoli como Jackie Aprile, Sr.

#### Otros protagonistas
| - Al Sapienza como Mikey Palmice. - Anthony DeSando como Brendan Filone. - Drea de Matteo como Adriana. - Frank Santorelli como Georgie. - Johann Carlo como Bonnie DiCaprio. - Debrah Ellen Waller como Perrilyn. - Mike Epps como Jerome. - Yancey Arias como Arnaz. - Tibor Feldman como abogado Braun. - Harvey Levin como presentador del talk show. - Steven Randazzo como Vincent Rizzo. | - Kate Anthony como Counter Person. - Anthony Caso como Martin Scorsese. - Victor Colicchio como Joe. - Marcia Haufrecht como Fanny. - Desiree Kehoe como bailarina desnuda. - Michael Park como gorila. - Sharif Rashed como Antjuan. - Charles Santy como conductor del camión. - David Schulman como Mr. Miller - Manny Silverio como Hector Anthony. - J.D. Williams como Special K. |

## Primeras apariciones
- Brendan Filone: Adicto a la metanfetamina, es el compañero de Christopher en sus robos y actos criminales.
- Jackie Aprile, Sr.: Jefe de la familia DiMeo. Se reúne con Tony y Junior en Satriale's para discutir sobre su enfermedad de cáncer y su posición actual.
- Georgie Santorelli: Barman del Bada Bing cuya ineptitud con el teléfono molesta a Tony. Se convertirá en el blanco de las iras de Tony en futuros episodios.
- Mikey Palmice: Chófer de Junior y asesino a sueldo.

## Fallecidos
- Hector: asesinado accidentalmente cuando Brendan Filone robaba su camión.

## Producción
- Es el único episodio que incluye una escena antes de los créditos iniciales.
- Este episodio fue filmado diez meses después de la grabación del episodio piloto.
- James Gandolfini,  Michael Rispoli y el hermano de Aida Turturro (John Turturro) trabajaron juntos en la película de 2009, The Taking of Pelham 123

## Conexiones con futuros episodios
- Fanny regresa en el episodio de la tercera temporada "Proshai, Livushka" cuando asiste al funeral de Livia. A pesar de utilizar una silla de ruedas como consecuencia de haber sido atropellada por la señora Soprano, Fanny es la única persona en la reunión que tiene buenas palabras para su vieja amiga Livia.
- Tony usa la frase "¡siempre con el drama!" durante una discusión con Livia en este episodio. A.J. usa exactamente la misma frase con sus padres en el último capítulo de la serie, "Hecho en América". Otros personajes, incluido el padre de Tony, utiliza esa frase durante la serie.

## Música
- La canción que suena en los créditos finales es "Battle Flag" de Lo Fidelity All Stars.